# Mycroft Holmes

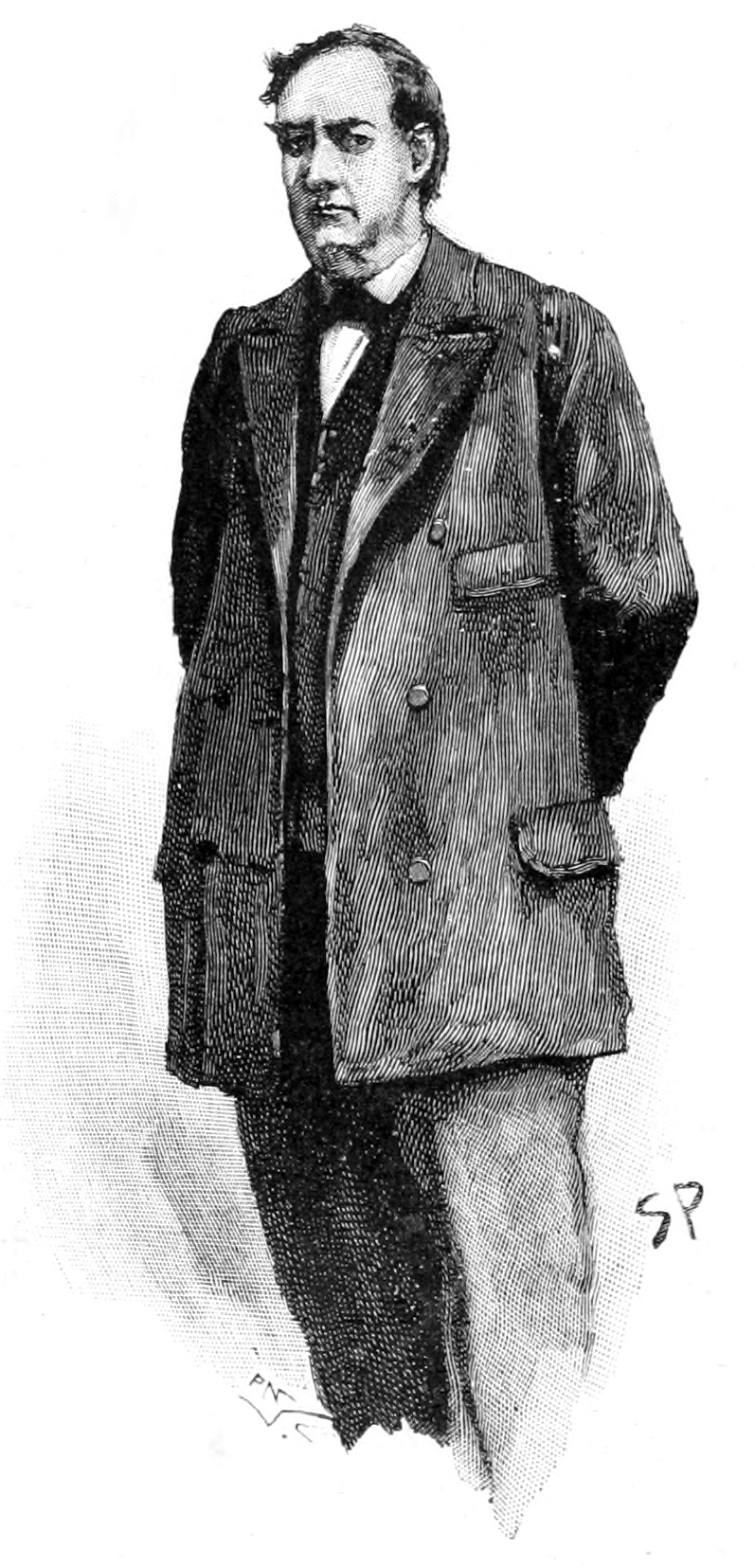
Mycroft Holmes, ilustracja autorstwa Sidneya Pageta

Mycroft Holmes – postać literacka występująca incydentalnie w cyklu utworów Arthura Conana Doyle’a. Starszy o siedem lat brat genialnego detektywa Sherlocka Holmesa.
Mycroft Holmes pojawia się po raz pierwszy w opowiadaniu pt. Grecki tłumacz, kiedy Doktor Watson i Sherlock Holmes składają wizytę w Klubie Diogenesa, londyńskiej instytucji stworzonej dla ludzi niepasujących do innych klubów. 
Bliższy opis pracy Mycrofta w agendach rządu JKM zostaje przedstawiony doktorowi Watsonowi przez Sherlocka w „Planach Bruce-Partingtona”:

[...] masz rację, że pracuje dla rządu. Ale nie pomyliłbyś się zanadto twierdząc, że czasem to on sam jest rządem. [...] Zarabia czterysta pięćdziesiąt funtów rocznie, jest i pewnie już pozostanie wiecznym podwładnym bez większych ambicji, nigdy nie otrzyma żadnej nagrody ni tytułu, ale jest osobą niezbędną w tym kraju [...] z racji stanowiska, które zajmuje. Sam je zresztą dla siebie stworzył. Dotąd nie było tu nikogo takiego i zapewne nie będzie po nim. Mycroft ma najbardziej chyba ze wszystkich żyjących ludzi uporządkowany mózg i fenomenalną pamięć do różnych szczegółów. Tych samych zdolności, które ja wykorzystuję do walki z przestępstwem, on używa w swojej pracy. Trafiają do niego wszystkie szczegóły i informacje ze wszystkich departamentów rządu, a on pełni rolę czegoś w rodzaju centrali i głównej składnicy. Wszyscy ludzie są specjalistami od czegoś, on zaś od wszystkiego. Przypuśćmy na przykład, że jakiś minister w rządzie chciałby dowiedzieć się, co mają ze sobą wspólnego Marynarka Wojenna, Kanada i bimetale. Mógłby, rzecz jasna, osobiście zasięgnąć informacji w odpowiednich departamentach, ale tylko jeden Mycroft może mu od ręki powiedzieć, jak każdy z tych elementów wpływa na pozostałe. Zaczęło się od tego, że używano czasami Mycrofta do pomocy ad hoc; teraz mój brat stał się instytucją. Jego wielki mózg przypomina szafę z przegródkami, z których informacje mogą zostać użyte w każdej chwili. Już nieraz bywało, że to on decydował o najważniejszych sprawach tego kraju.